# John Taverner (kompositör)
John Taverner, född omkring 1490, död 18 oktober 1545 i Boston, Lincolnshire, var en engelsk kompositör och organist som betraktas som den mest betydande engelske tonsättaren på sin tid. Taverners liv är ämnet för Taverner, en opera av Peter Maxwell Davies.

## Biografi
Taverner var organist och körledare vid Christ Church i Oxford, utnämnd av kardinal Thomas Wolsey 1526. År 1528 blev Taverner varnad för sin kontakt med lutheraner, men slapp straff då han "bara" var "en musiker". Wolsey störtades 1529 och 1530 lämnade Taverner sin post.
Så vitt man vet innehade han inga musikertjänster efter detta och inga av hans verk kan dateras till en senare tidpunkt, så han kan ha upphört att komponera. Det påstås ofta att han fungerade som agent åt Thomas Cromwell och att han biträdde vid klosterupplösningen, men detta betvivlas numera. 
Man vet att han slog sig ned i Boston i Lincolnshire, där han hade en mindre jordegendom och var någorlunda välbärgad. Han utsågs till alderman i Boston 1545, kort före sin död. Han är begraven under klocktornet vid St Botolph's Church i staden. 1900-talstonsättaren sir John Tavener lär vara hans avkomling.

## Verkförteckning

### Mässor
1. Missa Gloria tibi Trinitas (6 röster)
2. Missa Corona Spinea (6 röster)
3. Missa O Michael (6 röster)
4. Missa Sancti Wilhelmi (5 röster)
5. Missa Mater Christi (5 röster)
6. The Mean Mass (5 röster)
7. The Plainsong Mass (4 röster)
8. The Western Wynde Mass (4 röster)

### Mässfragment
1. Christeleison (3 röster)
2. Kyrie Le Roy (4 röster)

### Antifoner
1. Ave Dei Patris filia (5 röster)
2. Gaude plurimum (5 röster)
3. O splendor gloriae (5 röster)
4. O Wilhelme, pastor bone

### Tidegärdsmusik
1. Alleluya. Veni electa (4 röster)
2. Alleluya (4 röster)
3. Te Deum (5 röster)

### Motetter
1. Audivi vocem de caelo (4 röster)
2. Ave Maria (5 röster)
3. Dum transisset sabbatum (I) (5 röster)
4. Dum transisset sabbatum (II) (4 röster)
5. Ecce carissimi
6. Ex ejus tumba - Sospitati dedit aegro
7. Fac nobis secundum hoc nomen (5 röster)
8. Fecundata sine viro (3 röster)
9. Hodie nobis caelorum rex
10. In pace in idipsum (4 röster)
11. Jesu spes poenitentibus (3 röster)
12. Magnificat (4 röster)
13. Magnificat (5 röster)
14. Magnificat (6 röster)
15. Mater Christi (5 röster)
16. O Christe Jesu pastor bone (5 röster)
17. Prudens virgo (3 röster)
18. Sancte deus (5 röster)
19. Sub tuum presidium (5 röster)
20. Tam peccatum (3 röster)
21. Traditur militibus (3 röster)
22. Virgo pura (3 röster)

### Världslig musik
1. In trouble and adversity
2. In women (2 röster)
3. Quemadmodum (6 röster)